# Épinay-sur-Odon
Pour les articles homonymes, voir Épinay (homonymie).
Épinay-sur-Odon est une commune française, située dans le département du Calvados en région Normandie, peuplée de 629 habitants.

## Géographie
La commune est aux confins de la plaine de Caen et du Pré-Bocage, désignation récente, sorte de seuil du Massif armoricain. Son bourg est à 3 km à l'est de Villers-Bocage, à 7 km au nord d'Aunay-sur-Odon et à 11 km à l'ouest d'Évrecy. Couvrant 1 158 hectares, le territoire d'Épinay-sur-Odon était le plus étendu du canton de Villers-Bocage.
Le territoire est traversé par la route départementale no 71 menant à Villers-Bocage à l'ouest et à Landes-sur-Ajon et la D 8 Caen - Aunay-sur-Odon à l'est. Elle croise dans le bourg la D 214 qui le relie à Longvillers au sud et à Parfouru-sur-Odon au nord. Au sud-est, la D 121 permet de rejoindre Courvaudon. L'accès à l'A84 est à Villers-Bocage (échangeurs 43 et 44) à 3 km.
Épinay-sur-Odon est dans le bassin de l'Orne, par son affluent l'Odon qui entre sur le territoire par le sud et en ressort par le nord. Cinq courts affluents parcourent le territoire communal dont le ruisseau du Ruaudet au nord et le ruisseau de Claire Fontaine au sud.
Le point culminant (209 m) se situe en limite nord, près du lieu-dit Montbrocq. Le point le plus bas (76 m) correspond à la sortie de l'Odon du territoire, au nord-ouest. La commune est bocagère.
| Villers-Bocage                   | Parfouru-sur-Odon               | Parfouru-sur-Odon, Tournay-sur-Odon |
| Villers-Bocage                   | Épinay-sur-Odon                 | Landes-sur-Ajon                     |
| Maisoncelles-Pelvey, Longvillers | Longvillers, Le Mesnil-au-Grain | Landes-sur-Ajon, Le Mesnil-au-Grain |

Le 1er janvier 2017, la commune passe de l'arrondissement de Caen à celui de Vire.

### Hydrographie
La commune est située dans le bassin Seine-Normandie. Elle est drainée par l'Odon, le fossé 01 du Mesnil-Hermier, le ruisseau de Claire Fontaine, le cours d'eau 01 d'Epène, le fossé 03 de la commune d'Épinay-sur-Odon, le fossé 04 de la commune d'Épinay-sur-Odon, le ruisseau de Ruaudet et un bras de l'Odon,,.
L'Odon, d'une longueur de 47 km, prend sa source dans la commune des Monts d'Aunay et se jette  dans l'Orne à Fleury-sur-Orne, après avoir traversé 20 communes. Les caractéristiques hydrologiques de l'Odon sont données par la station hydrologique située sur la commune. Le débit moyen mensuel est de 1,01 m3/s. Le débit moyen journalier maximum est de 21 m3/s, atteint lors de la crue du 14 novembre 2010. Le débit instantané maximal est quant à lui de 27 m3/s, atteint le 28 décembre 1999.

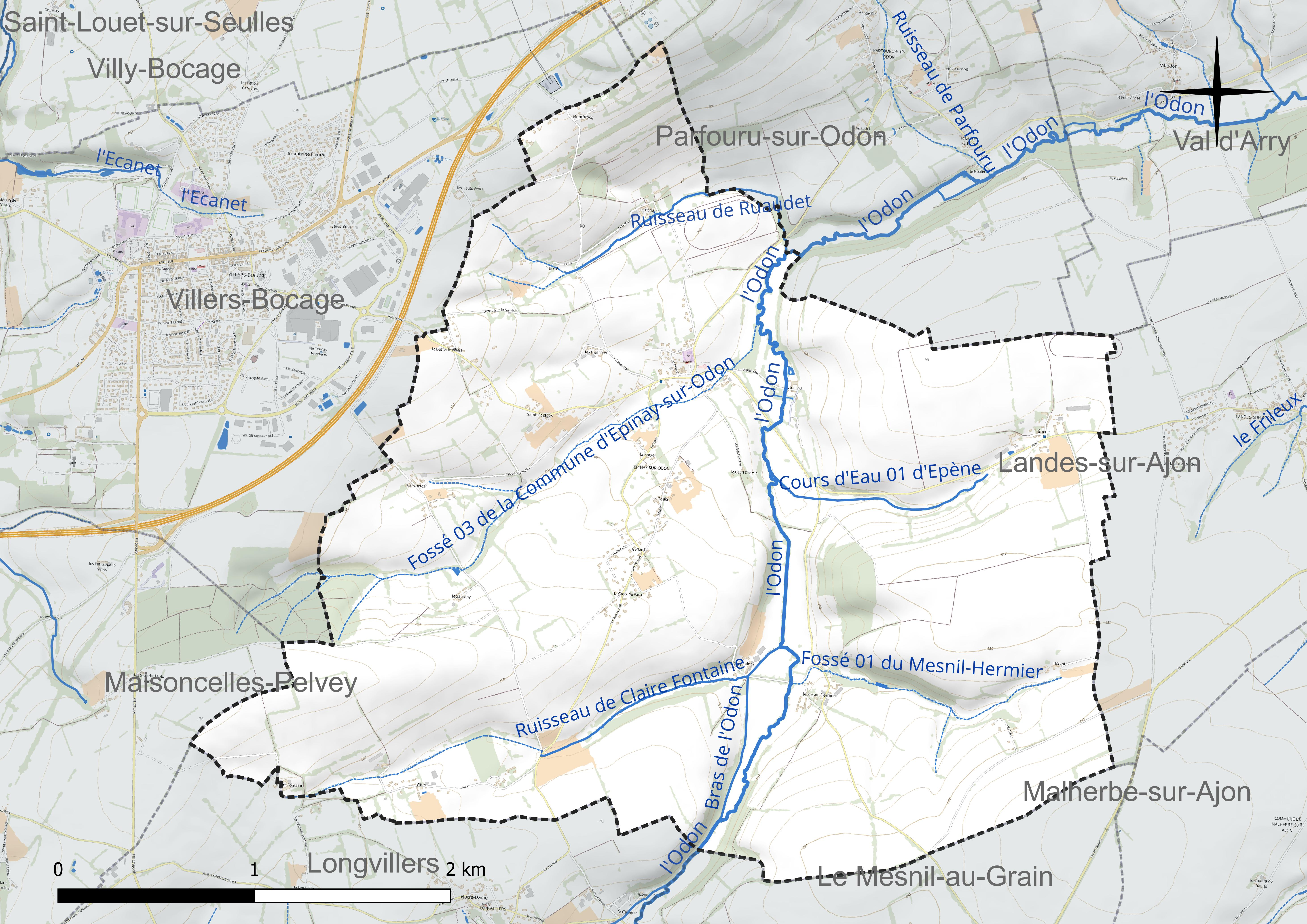
Réseau hydrographique d'Épinay-sur-Odon.

### Climat
Pour des articles plus généraux, voir Climat de la Normandie et Climat du Calvados.
En 2010, le climat de la commune est de type climat océanique franc, selon une étude du CNRS s'appuyant sur une série de données couvrant la période 1971-2000. En 2020, Météo-France publie une typologie des climats de la France métropolitaine dans laquelle la commune est exposée à un climat océanique et est dans la région climatique  Normandie (Cotentin, Orne), caractérisée par une pluviométrie relativement élevée (850 mm/a) et un été frais (15,5 °C) et venté. Parallèlement le GIEC normand, un groupe régional d'experts sur le climat, différencie quant à lui, dans une étude de 2020, trois grands types de climats pour la région Normandie, nuancés à une échelle plus fine par les facteurs géographiques locaux. La commune est, selon ce zonage, exposée à un « climat contrasté des collines », correspondant au Bocage normand, bien arrosé, voire très arrosé sur les reliefs les plus exposés au flux d'ouest, et frais en raison de l'altitude.
Pour la période 1971-2000, la température annuelle moyenne est de 10,5 °C, avec  une amplitude thermique annuelle de 12,4 °C. Le cumul annuel moyen de précipitations est de 782 mm, avec 13,1 jours de précipitations en janvier et 7,7 jours en juillet. Pour la période 1991-2020, la température moyenne annuelle observée sur la station météorologique la plus proche, située sur la commune de Seulline à 6 km à vol d'oiseau, est de 11,3 °C et le cumul annuel moyen de précipitations est de 992,2 mm,. Pour l'avenir, les paramètres climatiques de la commune estimés pour 2050 selon différents scénarios d'émission de gaz à effet de serre sont consultables sur un site dédié publié par Météo-France en novembre 2022.

## Urbanisme

### Typologie
Au 1er janvier 2024, Épinay-sur-Odon est catégorisée commune rurale à habitat dispersé, selon la nouvelle grille communale de densité à 7 niveaux définie par l'Insee en 2022.
Elle appartient à l'unité urbaine de Villers-Bocage, une agglomération intra-départementale dont elle est une commune de la banlieue,. Par ailleurs la commune fait partie de l'aire d'attraction de Caen, dont elle est une commune de la couronne,. Cette aire, qui regroupe 296 communes, est catégorisée dans les aires de 200 000 à moins de 700 000 habitants,.

### Occupation des sols
L'occupation des sols de la commune, telle qu'elle ressort de la base de données européenne d'occupation biophysique des sols Corine Land Cover (CLC), est marquée par l'importance des territoires agricoles (95,6 % en 2018), une proportion sensiblement équivalente à celle de 1990 (95,5 %). La répartition détaillée en 2018 est la suivante : 
terres arables (58,7 %), prairies (33,5 %), zones urbanisées (3,7 %), zones agricoles hétérogènes (3,5 %), forêts (0,7 %). L'évolution de l'occupation des sols de la commune et de ses infrastructures peut être observée sur les différentes représentations cartographiques du territoire : la carte de Cassini (XVIIIe siècle), la carte d'état-major (1820-1866) et les cartes ou photos aériennes de l'IGN pour la période actuelle (1950 à aujourd'hui).

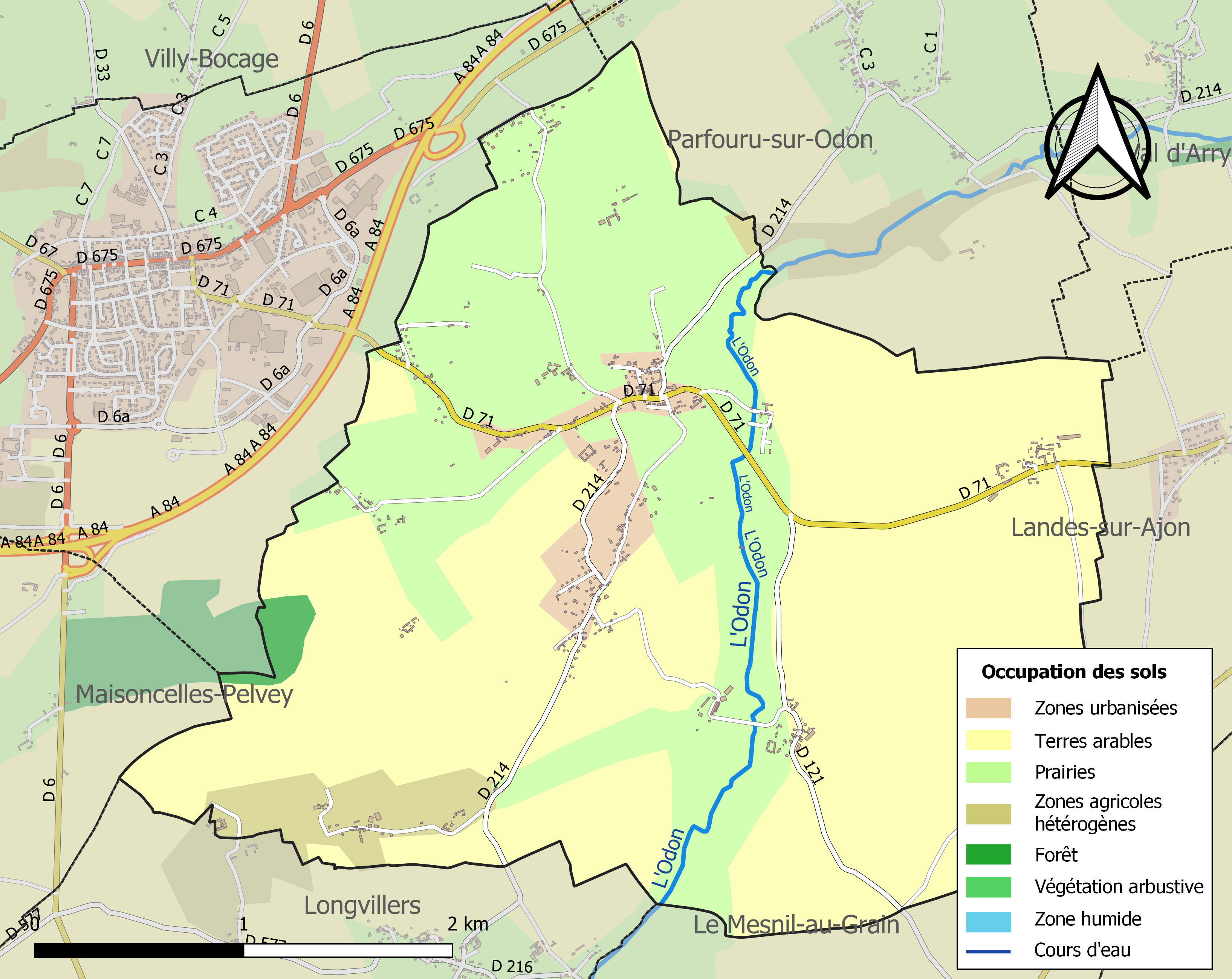
Carte des infrastructures et de l'occupation des sols de la commune en 2018 (CLC).

## Toponymie
Le nom de la localité est attesté sous la forme Spinetum en 1032.
Le toponyme est issu du latin spīna, « épine », « arbrisseau épineux ». Cette origine peut être due à la présence d'aubépine ou de prunellier. Le toponyme epinay tirerait son nom des épines séculaires qui servaient jadis à séparer les héritages, les aubépines servaient autrefois à délimiter les parcelles de Normandie.
L'Odon traverse le territoire du sud au nord en passant à l'est du bourg.
Le gentilé est Épinois.

## Politique et administration
| Période                                  | Période      | Identité        | Étiquette | Qualité          |
| ---------------------------------------- | ------------ | --------------- | --------- | ---------------- |
| 1983                                     | juillet 2020 | Jacques Lénault | SE        | Agriculteur      |
| juillet 2020                             | En cours     | Hélène Payet    | SE        | Cadre commercial |
| Les données manquantes sont à compléter. |              |                 |           |                  |

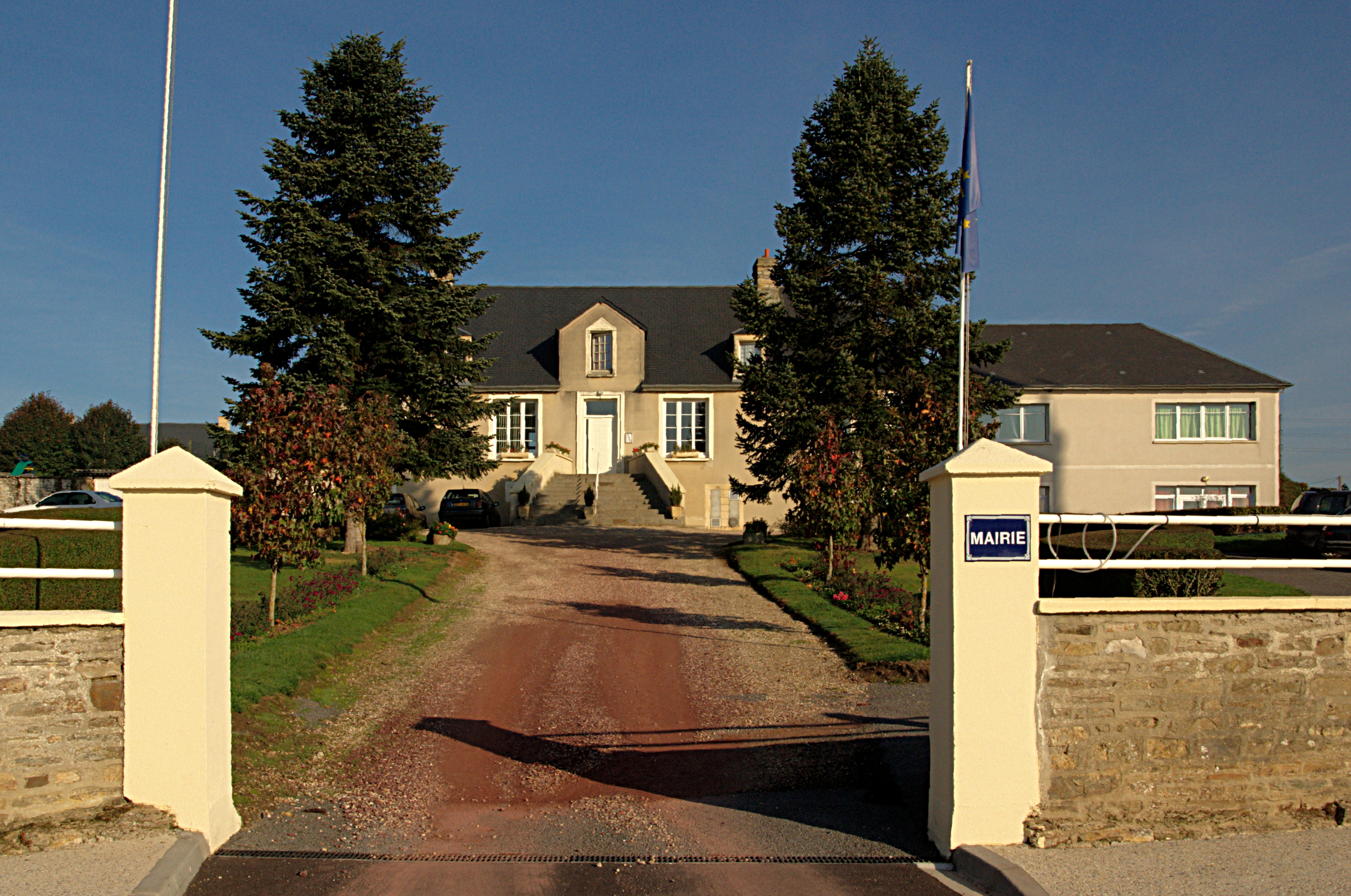
La mairie.

Le conseil municipal est composé de quinze membres dont le maire et deux adjoints.

## Démographie
L'évolution du nombre d'habitants est connue à travers les recensements de la population effectués dans la commune depuis 1793. Pour les communes de moins de 10 000 habitants, une enquête de recensement portant sur toute la population est réalisée tous les cinq ans, les populations de référence des années intermédiaires étant quant à elles estimées par interpolation ou extrapolation. Pour la commune, le premier recensement exhaustif entrant dans le cadre du nouveau dispositif a été réalisé en 2005.
En 2022, la commune comptait 629 habitants, en évolution de +0,48 % par rapport à 2016 (Calvados : +1,58 %, France hors Mayotte : +2,11 %).
Épinay-sur-Odon a compté jusqu'à 982 habitants en 1800.
| 1793 | 1800 | 1806 | 1821 | 1831 | 1836 | 1841 | 1846 | 1851 |
| ---- | ---- | ---- | ---- | ---- | ---- | ---- | ---- | ---- |
| 845  | 982  | 948  | 919  | 972  | 920  | 871  | 813  | 797  |

| 1856 | 1861 | 1866 | 1872 | 1876 | 1881 | 1886 | 1891 | 1896 |
| ---- | ---- | ---- | ---- | ---- | ---- | ---- | ---- | ---- |
| 792  | 776  | 722  | 734  | 656  | 612  | 631  | 622  | 580  |

| 1901 | 1906 | 1911 | 1921 | 1926 | 1931 | 1936 | 1946 | 1954 |
| ---- | ---- | ---- | ---- | ---- | ---- | ---- | ---- | ---- |
| 518  | 520  | 522  | 464  | 470  | 465  | 446  | 494  | 427  |

| 1962 | 1968 | 1975 | 1982 | 1990 | 1999 | 2005 | 2006 | 2010 |
| ---- | ---- | ---- | ---- | ---- | ---- | ---- | ---- | ---- |
| 443  | 347  | 368  | 442  | 549  | 536  | 556  | 571  | 642  |

| 2015 | 2020 | 2022 | - | - | - | - | - | - |
| ---- | ---- | ---- | - | - | - | - | - | - |
| 626  | 624  | 629  | - | - | - | - | - | - |

## Culture locale et patrimoine

### Lieux et monuments
- Église Saint-Martin, du XIXe siècle.
- Manoir de Longaunay (XVIIe).
- Manoir d'Outreleau (XVIIIe), ancienne propriété de Richard-Lenoir[38].

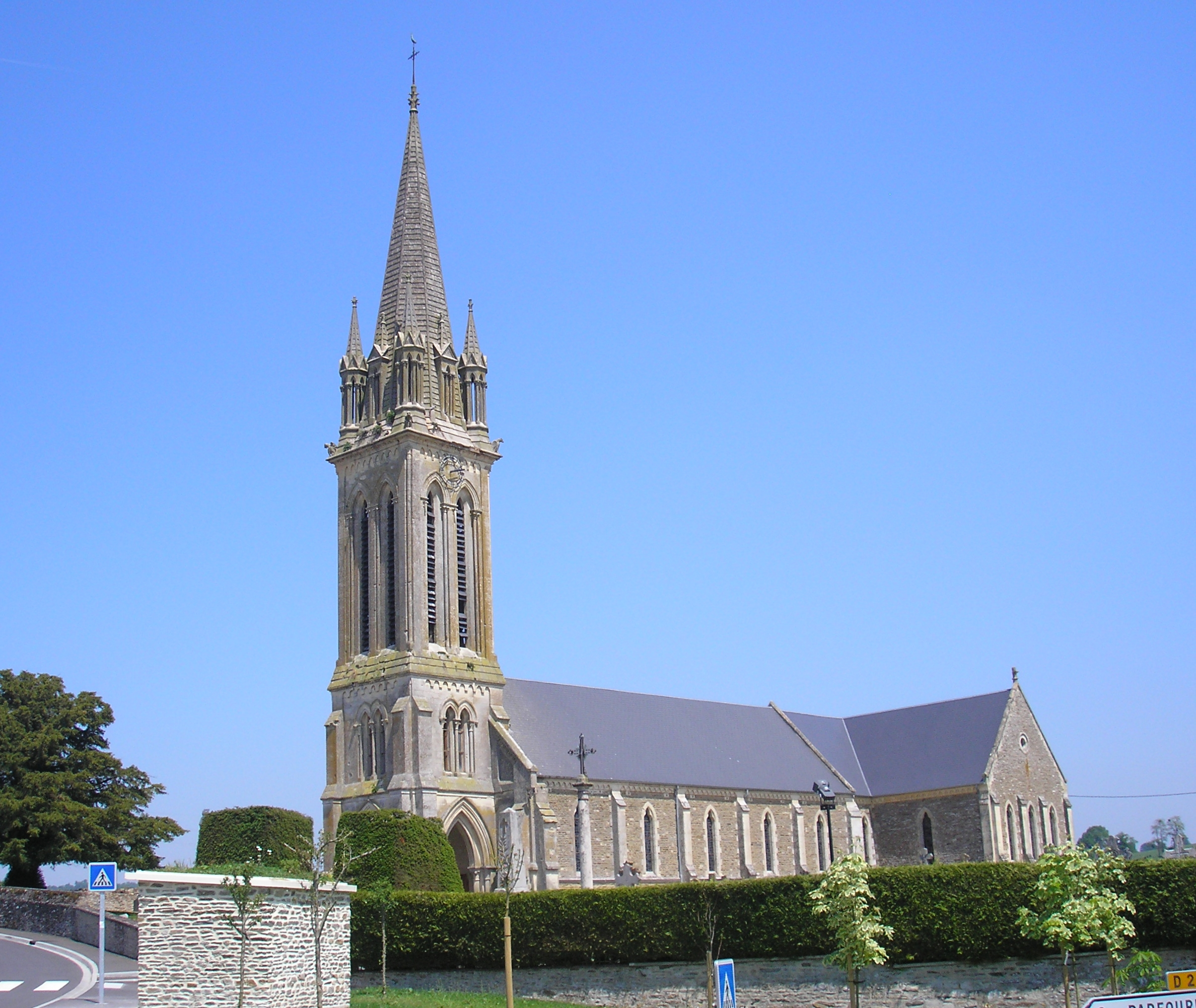
L'église Saint-Martin (XIXe).
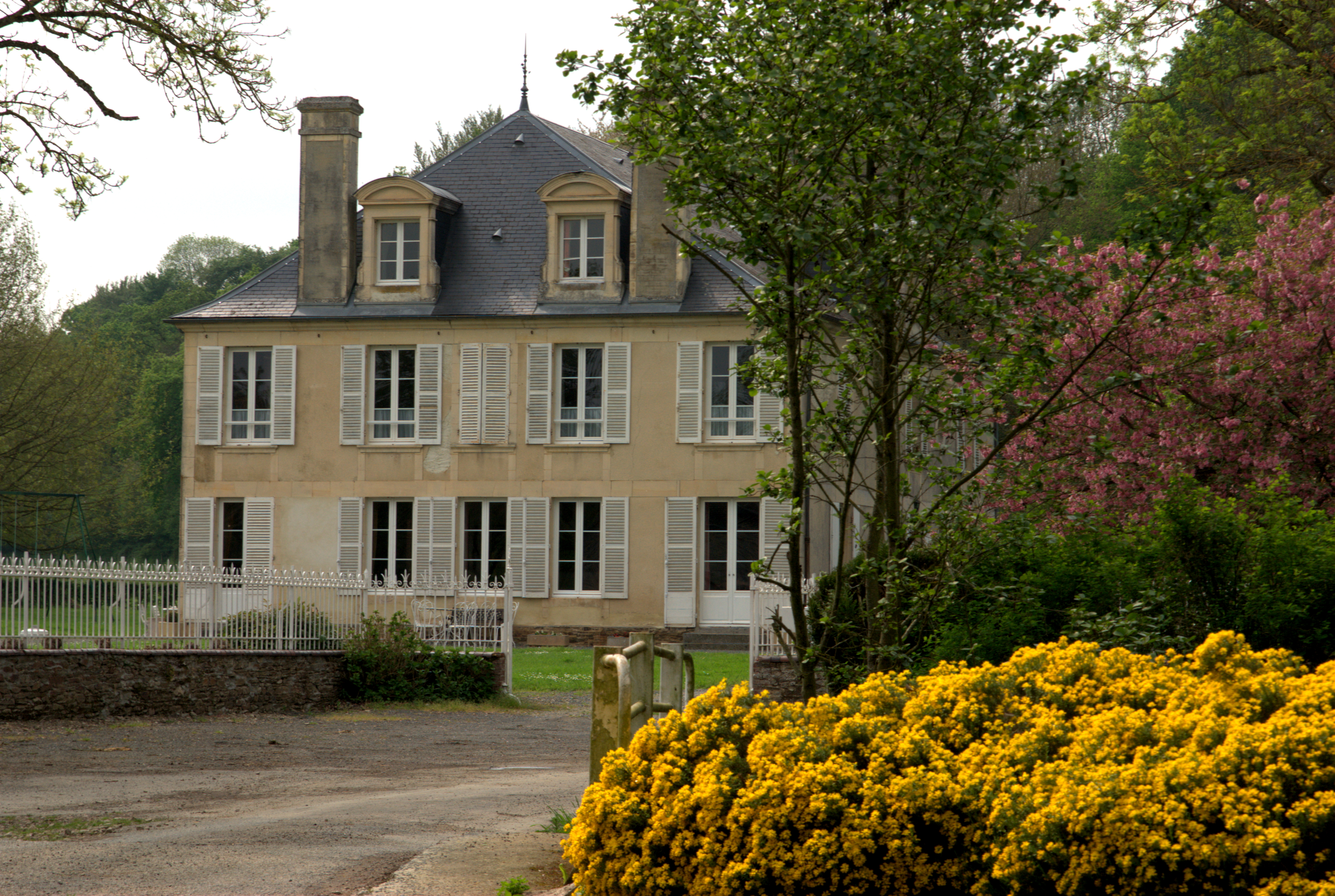
Le manoir de Longaunay (privé) (XVIIe).
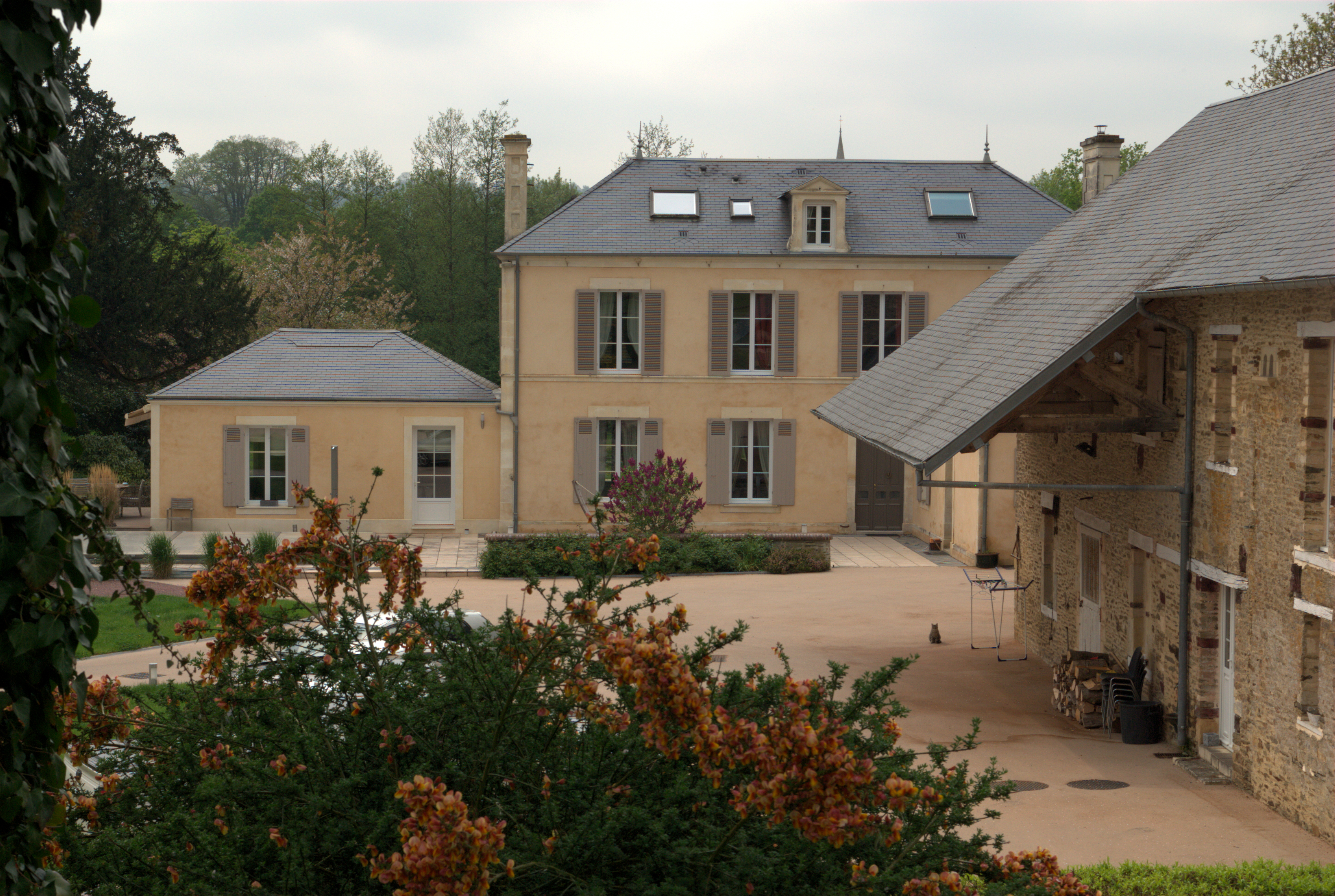
Le manoir d'Outreleau (privé) (XVIIIe).
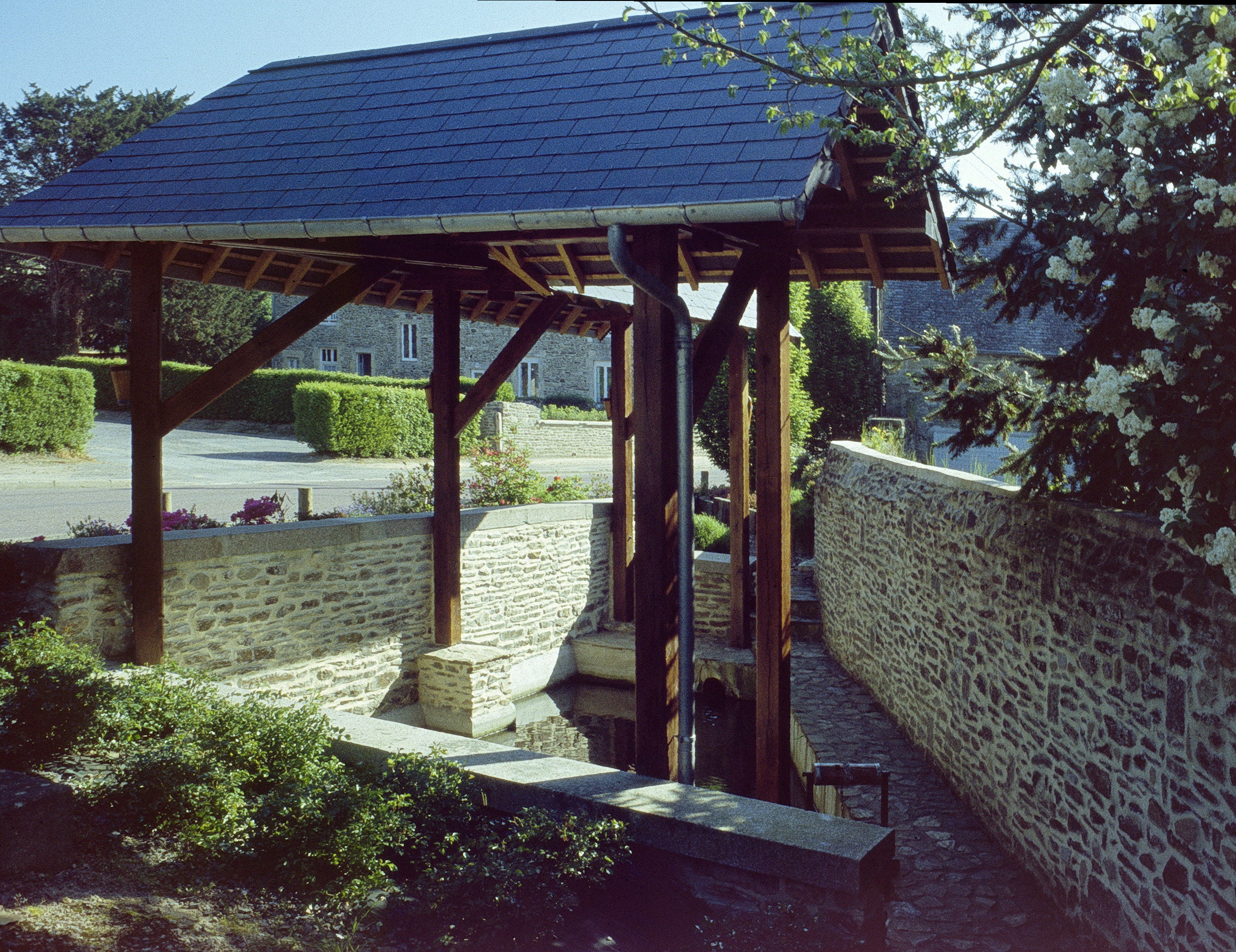
Le lavoir du bourg.
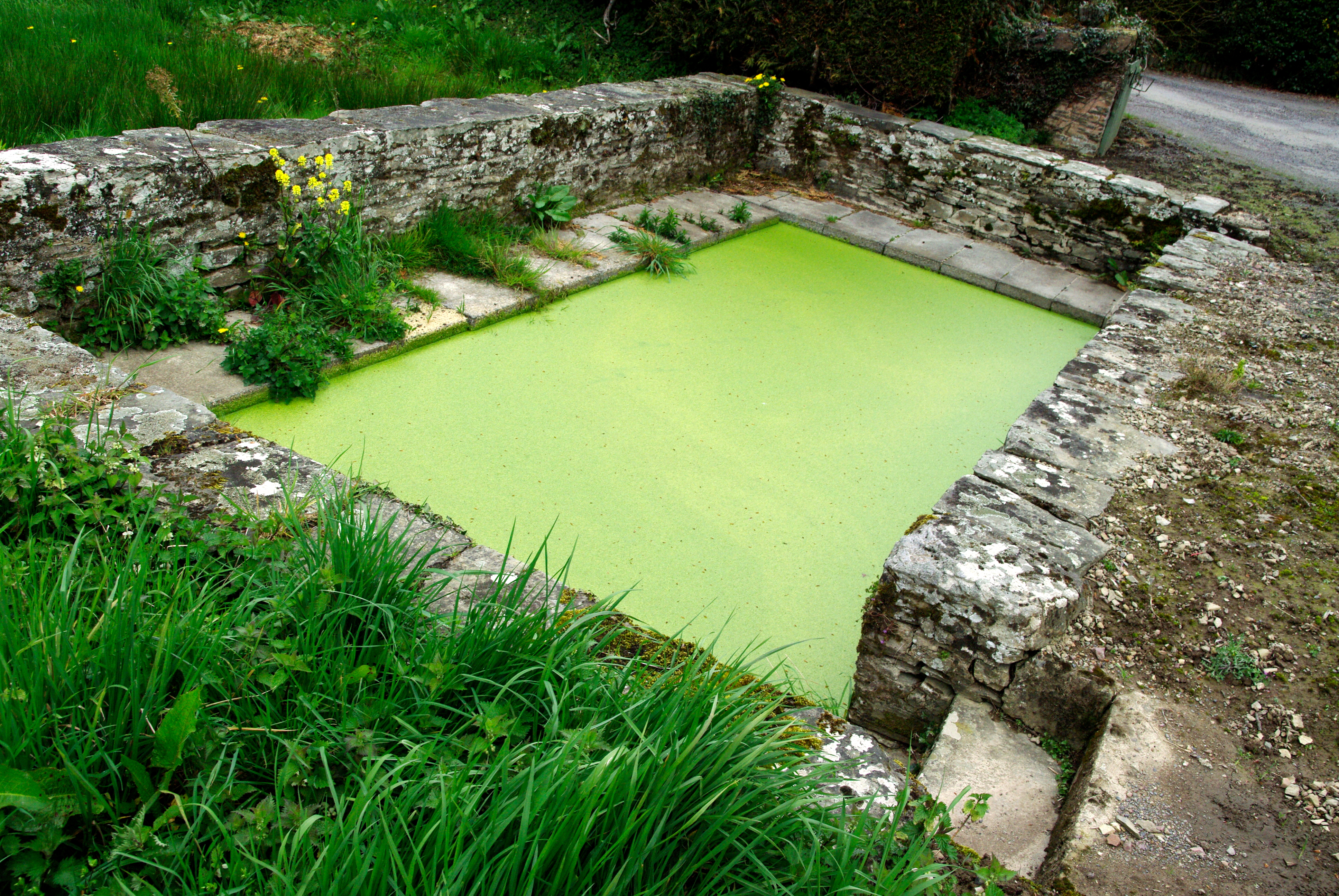
Le lavoir au lieu-dit Épène.

### Personnalités liées à la commune
- François Richard-Lenoir, dit Richard-Lenoir, né à Épinay-sur-Odon en 1765, développa l'industrie du coton en France. Mort (ruiné) en 1839. Plusieurs voies urbaines portent son nom en France, le plus connu étant un boulevard parisien.

### Héraldique
| Blason de Épinay-sur-Odon | Blason  | D'azur à la vergette ondée d'argent accostée de deux rameaux d'aubépine feuillés de sinople, fleuris d'argent et boutonnés d'or ; au chef cousu de gueules chargé d'un léopard d'or armé et lampassé d'azur. |
| Blason de Épinay-sur-Odon | Détails | L'aubépine évoque le nom de la commune, la vergette l'Odon et le chef de gueules au léopard d'or rappelle les armoiries de la Normandie. Adopté le 17 avril 2024.                                            |